# ديف هيغينز
ديف هيغينز (بالإنجليزية: Dave Higgins)‏ (19 أغسطس 1961 بليفربول في المملكة المتحدة - ) هو لاعب كرة قدم بريطاني في مركز الدفاع. لعب مع نادي ترانمير روفرز لكرة القدم ونادي بارو وSouth Liverpool F.C. ‏ وكارنارفون تاون ‏.

## وصلات خارجية
- ديف هيغينز على موقع قاعدة بيانات كرة القدم.إي يو (الإنجليزية)